# Championnat de Belgique de football de quatrième division 2018-2019
Navigation
saison précédente saison suivante
Le Championnat de Belgique de football D4 2018-2019 est la soixante-septième édition du championnat de Championnat belge de « 4e Division ». Mais c'est la troisième édition de ce niveau sous l'appellation «Division 2 Amateur».
Cette compétition est de niveau national mais « régionalisé ». Cette appellation d'apparence paradoxale vient de la volonté de l'URBSFA de conserver son esprit unitaire et de ne pas ce scinder en « Fédérations régionales » comme d'autres sports ont pu le faire.
Cette Division 2 Amateur se répartit en trois séries de 16 clubs. Deux séries composées de 16 clubs situés en Région flamande (ou selon le règlement) affiliés à la VFV - Voetbal Federatie Vlaanderen - et une série avec des clubs du reste du pays (ou selon le règlement) affiliés à l'ACFF - Association des Clubs Francophones de Football -.

## Critères de participation
Ce 4e niveau du football belge est le premier considéré comme exclusivement «Amateur». Pour être autorisés à y jouer, les clubs ne doivent répondre à aucun critère administratif supplémentaire par rapport aux précédentes obligations inhérentes à l' « ex-Promotion ».

## Organisation
Ce championnat est géré communément par les deux ailes linguistiques de l'URBSFA: la VFV et l'ACFF.
Chaque série est jouée distinctement. Au sein de chaque poule, les équipes se rencontrent en matchs aller/retour et un classement distinct est établi pour chaque série.

### Promotion en D1 Amateur
Le champion de chaque série est promu en Division 1 Amateur. Il y donc deux fois 1 montant « VFV » + une fois 1 montant "ACFF".
Chaque aile linguistique désigne des cercles de prendre part au « Tour final de D1 Amateur » en compagnie du 13e classé de cette division. Le gagnant du TF D1 Amateur reste ou monte dans cette division.

### Relégation en D3 Amateur
Les relégations se font vers les séries de D3 Amateur de l'aile linguistique concernée.
Dans les deux séries D2 Amateur VFV, les deux derniers classés de chaque série sont relégués vers la « D3 Amateur VFV ». Le 14e classé de chaque série est considéré comme « barragiste » et doit prendre part à un tour final en fin de saison, pour assurer son maintien. Le perdant ne descend que si trois clubs « VFV » descendent de D1 Amateur. Les deux 14e classés descendent si quatre clubs « VFV » quittent la D1 Amateur.
Dans la série D2 Amateur ACCF, les trois derniers classés sont relégués en "D3 Amateur ACFF". Il n'y a pas de "barragiste" mais un ou plusieurs descendants directs supplémentaires peuvent être désignés en fonction du nombre de clubs "ACFF" qui quittent la D1 Amateur.

## Clubs participants 2018-2019

### D2 Amateur VFV - Série A
| #  | Nom                                        | Mat. | Ville       | Stades                  | Provinces       | En D2-Am depuis | Total en D2-Am | Total Niv. 4 | S. Précédente         |
| -- | ------------------------------------------ | ---- | ----------- | ----------------------- | --------------- | --------------- | -------------- | ------------ | --------------------- |
| 1  | Koninklijke Racing Club Gent               | 11   | Gand        | PGB                     | Fl. orientale   | 2016-2017 (3e)  | 3 saisons      | 30 saisons   | 10e Div 2 série A     |
| 2  | Koninklijke Sport Kring Ronse              | 38   | Renaix      | O. Crucke               | Fl. orientale   | 2017-2018 (2e)  | 2 saisons      | 23 saisons   | 13e Div 2 série A     |
| 3  | Koninklijke Voetbal Klub Westhoek          | 100  | Ypres       | KVK Ieperstadion        | Fl. occidentale | 2016-2017 (3e)  | 3 saisons      | 30 saisons   | 5e Div 2 série A      |
| 4  | Koninklijke Football Club Mandel United    | 935  | Izegem      | Stedelijke              | Fl. occidentale | 2016-2017 (3e)  | 3 saisons      | 28 saisons   | 2e Div 2 série A      |
| 5  | Koninklijke Olympia Sporting Club Wijgmaal | 1349 | Wijgmaal    | Ymeriastadion           | Brabant fl.     | 2016-2017 (3e)  | 3 saisons      | 34 saisons   | 4e Div 2 série B      |
| 6  | Sporting West Harelbeke                    | 1574 | Harelbeke   | Forestier               | Fl. occidentale | 2016-2017 (3e)  | 3 saisons      | 11 saisons   | 8e Div 2 série A      |
| 7  | Koninklijke Londerzeel Sportkring          | 3630 | Londerzeel  | Burg. A. Lambert        | Brabant fl.     | 2016-2017 (3e)  | 3 saisons      | 24 saisons   | 12e Div 3 série B     |
| 8  | Koninklijke Football Club Sparta Petegem   | 3821 | Petegem     | Sparta Petegemstadion   | Fl. orientale   | 2016-2017 (3e)  | 3 saisons      | 9 saisons    | 4e Div 2 série A      |
| 9  | Kon. Voetbalclub Sint-Eloois-Winkel Sport  | 4408 | St-E-Winkel | St-Eloois-Winkelstadion | Fl. occidentale | 2016-2017 (3e)  | 3 saisons      | 18 saisons   | 3e Div 2 série A      |
| 10 | Kon. Oude-Leerlingen St-Augustinus Brakel  | 5553 | Brakel      | OLSA                    | Fl. orientale   | 2016-2017 (3e)  | 3 saisons      | 13 saisons   | 9e Div 2 série A      |
| 11 | Tempo Overijse Maleizen Tombeek            | 8715 | Overijse    | Complex Hagaard         | Brabant fl.     | 2016-2017 (3e)  | 3 saisons      | 14 saisons   | 9e Div 2 série B      |
| 12 | Football Club Gullegem                     | 9512 | Gullegem    | FC Gullegem             | Fl. occidentale | 2016-2017 (3e)  | 3 saisons      | 3 saisons    | 11e Div 2 série A     |
| 13 | Koninklijke Sport Club Toekomst Menen      | 56   | Menin       | Vauban                  | Fl. occidentale | 2018-2019 (1re) | 2 saisons      | 23 saisons   | 1re Div 3 VFV série A |
| 14 | Koninklijke Diegem Sport                   | 3887 | Diegem      | Gemeentelijke           | Brabant fl.     | 2018-2019 (1re) | 1 saison       | 18 saisons   | 4e Div 3 VFV Série B  |
| 15 | Koninklijke Football Club Eppegem          | 4759 | Eppegem     | Frans Vercammen         | Brabant fl.     | 2018-2019 (1re) | 1 saison       | 1 saison     | 4e Div 3 VFV Série A  |
| 16 | Sporting Club Dikkelvenne                  | 7074 | Dikkelvenne | Marc Gevaert            | Fl. orientale   | 2018-2019 (1re) | 1 saison       | 2 saisons    | 2e Div 3 VFV Série A  |

#### Localisations - Série VFV A
| \| Mandel Utd SEW GUL Menin Westhoek Harelbeke Gand Petegem Dikkelvenne Brakel Ronse Wijgmaal Londerzeel Diegem Overijse Eppegem \| Localisation des clubs engagés en Division 2 Amateur 2018-2019 - Série VFV A |
| Mandel Utd SEW GUL Menin Westhoek Harelbeke Gand Petegem Dikkelvenne Brakel Ronse Wijgmaal Londerzeel Diegem Overijse Eppegem                                                                                    |

### D2 Amateur VFV - Série B
| #  | Nom                                           | Mat. | Ville          | Stades               | Provinces     | En D2-Am depuis | Total en D2-Am | Total Niv. 4 | S. Précédente         |
| -- | --------------------------------------------- | ---- | -------------- | -------------------- | ------------- | --------------- | -------------- | ------------ | --------------------- |
| 1  | Koninklijke Berchem Sport                     | 28   | Berchem        | Ludo Coeck           | Anvers        | 2018-2019 (1re) | 2 saisons      | 14 saisons   | 15e D1 Amateur        |
| 1  | Koninklijke Football Club Vigor Wuitens Hamme | 211  | Hamme          | Gemeentelijke        | Fl. orientale | 2018-2019 (1re) | 1 saison       | 18 saisons   | 14e D1 Amateur        |
| 1  | Koninklijke Patro Eisden Maasmechelen         | 3434 | Maasmechelen   | Patro                | Limbourg      | 2018-2019 (1re) | 1 saison       | 8 saisons    | 16e D1 Amateur        |
| 4  | Royal Cappellen Football Club                 | 43   | Kapellen       | Jos Van Wellen       | Anvers        | 2016-2017 (3e)  | 3 saisons      | 22 saisons   | 8e Div 2 série B      |
| 5  | Koninklijke Football Club Turnhout            | 148  | Turnhout       | Stadspark            | Anvers        | 2017-2018 (2e)  | 2 saisons      | 4 saisons    | 11e Div 2 série B     |
| 6  | Koninklijke Football Club Duffel              | 284  | Duffel         | Sportcetrum Duffel   | Anvers        | 2016-2017 (3e)  | 3 saisons      | 48 saisons   | 10e Div 2 série B     |
| 7  | Koninklijke Sport-Club City Pirates           | 544  | Merksem        | Jef Mermans          | Anvers        | 2017-2018 (2e)  | 2 saisons      | 15 saisons   | 5e Div 2 série B      |
| 8  | Koninklijke Bocholter Voetbalvereniging       | 595  | Bocholt        | Damburg              | Limbourg      | 2016-2017 (3e)  | 3 saisons      | 8 saisons    | 2e Div 2 série B      |
| 9  | Koninklijke Hoogstraten Voetbalvereniging     | 2366 | Hoogstraten    | Seminarie            | Anvers        | 2016-2017 (3e)  | 3 saisons      | 31 saisons   | 12e Div 2 série B     |
| 10 | Koninklijke Voetbal Vereniging Vosselaar      | 2391 | Vosselaar      | Konijnenberg         | Anvers        | 2017-2018 (2e)  | 2 saisons      | 18 saisons   | 6e Div 2 série B      |
| 11 | Koninklijke Sporting Hasselt                  | 3245 | Hasselt        | Stedelijk            | Limbourg      | 2017-2018 (1re) | 1 saison       | 11 saisons   | 13e Div 1-Am          |
| 12 | Spouwen-Mopertingen                           | 3970 | Mopertingen    | Complex Blokstraat   | Limbourg      | 2016-2017 (3e)  | 3 saisons      | 34 saisons   | 3e Div 2 série B      |
| 13 | Koninklijke Sportvereniging Temse             | 4297 | Tamise         | Fernand Schuermans   | Fl. orientale | 2016-2017 (3e)  | 3 saisons      | 8 saisons    | 7e Div 2 série A      |
| 14 | Racing Club Hades Kiewit Hasselt              | 8721 | Kiewit         | RC Hades             | Limbourg      | 2016-2017 (3e)  | 3 saisons      | 6 saisons    | 7eDiv 2 série A       |
| 15 | Sport Kring Sint-Niklaas                      | 9264 | Nieuwkerken/W. | Meesterstraat        | Fl. orientale | 2016-2017 (3e)  | 3 saisons      | 5 saisons    | 6e Div 2 série A      |
| 16 | Koninklijke Football Club Heur-Tongeren       | 4600 | Tongres        | Sportoase Eburons D. | Limbourg      | 2018-2019 1re   | 1 saison       | 1 saison     | 1re Div 3 VFV série B |

#### Localisations - Série VFV B
| \| Temse St-Niklaas Hamme Turnhout Vosselaar Hoogstraten Cappellen Berchem City Pirates Duffel Bocholt Spouwen-Mop. RC Hades Hasselt P. Eisden Tongres \| Localisation des clubs engagés en Division 2 Amateur 2018-2019 - Série VFV B |
| Temse St-Niklaas Hamme Turnhout Vosselaar Hoogstraten Cappellen Berchem City Pirates Duffel Bocholt Spouwen-Mop. RC Hades Hasselt P. Eisden Tongres                                                                                    |

### D2 Amateur ACFF
| #  | Nom                                        | Mat. | Ville           | Stades              | Provinces    | En D2-Am depuis | Total en D2-Am | Total Niv. 4 | S. Précédente    |
| -- | ------------------------------------------ | ---- | --------------- | ------------------- | ------------ | --------------- | -------------- | ------------ | ---------------- |
| 1  | Royal Stade Waremmien Football Club        | 190  | Waremme         | Edmond Leburton     | Liège        | 2016-2017 (3e)  | 3 saisons      | 32 saisons   | 7e Div 2 ACFF    |
| 2  | Union Royale La Louvière Centre            | 213  | La Louvière     | du Tivoli           | Hainaut      | 2016-2017 (3e)  | 3 saisons      | 30 saisons   | 6e Div 2 ACFF    |
| 3  | Olympic Club de Charleroi                  | 246  | Montignies s/S. | de La Neuville      | Hainaut      | 2016-2017 (3e)  | 3 saisons      | 8 saisons    | 2e Div 2 ACFF    |
| 4  | Royale Union Wallonne Ciney                | 460  | Ciney           | Lambert             | Namur        | 2016-2017 (3e)  | 3 saisons      | 26 saisons   | 13e Div 2 ACFF   |
| 5  | Royale Union Sportive Rebecquoise          | 1614 | Rebecq          | Gobard              | Brabant wal. | 2017-2018 (2e)  | 2 saisons      | 4 saisons    | 12e Div 2 ACFF   |
| 6  | Entente Acren-Lessines                     | 2774 | Deux-Acren      | des Camomilles      | Hainaut      | 2016-2017 (3e)  | 3 saisons      | 7 saisons    | 10e Div 2 ACFF   |
| 7  | Royale Entente Durbuy                      | 3008 | Barvaux s/O.    | de Barvaux          | Luxembourg   | 2017-2018 (2e)  | 2 saisons      | 5 saisons    | 4e Div 2 ACFF    |
| 8  | Royal Racing Club Hamoir                   | 3114 | Hamoir          | Emile Thines        | Liège        | 2016-2017 (3e)  | 3 saisons      | 11 saisons   | 5e Div 2 ACFF    |
| 9  | Royal Wallonia Walhain Chaumont-Gistoux    | 3262 | Walhain         | des Boscailles      | Brabant wal. | 2016-2017 (3e)  | 3 saisons      | 11 saisons   | 8e Div 2 ACFF    |
| 10 | Royal Football Club de Meux                | 4454 | Meux            | des Verts et Blancs | Namur        | 2016-2017 (3e)  | 3 saisons      | 14 saisons   | 11e Div 2 ACFF   |
| 11 | Solières Sport                             | 9426 | Solières        | Château Vert        | Liège        | 2016-2017 (3e)  | 3 saisons      | 6 saisons    | 9e Div 2 ACFF    |
| 12 | RAAL La Louvière                           | 984  | La Louvière     | du Tivoli           | Hainaut      | 2018-2019 (1re) | 1 saison       | 14 saisons   | 1re Div 3 ACFF-A |
| 13 | Royale Entente Sportive Couvin-Mariembourg | 248  | Mariembourg     | du Roi Soleil       | Namur        | 2018-2019 (1re) | 2 saisons      | 14 saisons   | 5e Div 3 ACFF-A  |
| 14 | Union Royale Sportive Lixhe Visé           | 1352 | Visé            | de la Cité de l'Oie | Liège        | 2018-2019 (1re) | 1 saison       | 1 saisons    | 2e Div 3 ACFF-B  |
| 15 | Football Club Tilleur                      | 2913 | Tilleur         | Buraufosse          | Liège        | 2018-2019 (1re) | 1 saison       | 4 saisons    | 1re Div 3 ACFF-B |
| 16 | Francs Borains                             | 5192 | Boussu-Bois     | Robert Urbain       | Hainaut      | 2018-2019 (1re) | 1 saison       | 14 saisons   | 2e Div 3 ACFF-A  |

#### Localisations - Série ACFF
| \| Rebecq Walhain URLLC RAAL Acren Olympic Boussu Tilleur Hamoir Solières Waremme Visé Ciney Meux Couvin-Mar. Durbuy \| Localisation des clubs engagés en Division 2 Amateur ACFF 2018-2019 |
| Rebecq Walhain URLLC RAAL Acren Olympic Boussu Tilleur Hamoir Solières Waremme Visé Ciney Meux Couvin-Mar. Durbuy                                                                           |

### Influence de la D1 Amateur
Le résultat final de la Division 1 Amateur a une influence importante car il conditionne les relégations (et promotions éventuelles) des niveaux inférieurs.
Ainsi le nombre de descendants directs d'une même aile linguistique (VFV ou ACFF) de D1 Amateur peut contraindre à des relégations supplémentaires dans la ou les séries de l'aile linguistique concernée.
Par exemple, le "scénario catastrophe", les trois relégués directs + le barragiste qui n'assure pas son maintien appartiennent tous à la même aile linguistique. Cela induirait deux descendants supplémentaire si la VFV est concernée et trois relégués supplémentaires si c'est l'ACFF qui est concernée.

### Légende
|                 | Champion et promu en D1 Amateur.                                                     |
|                 | clubs participant à la qualification VFV ou ACFF pour le "Tour final de D1 Amateur". |
|                 | clubs participant au "Tour final Descente VFV".                                      |
|                 | clubs relégués vers la Division 3 Amateur.                                           |
| en augmentation | Clubs promus de Division 3 Amateur depuis la saison précédente.                      |
| en diminution   | Clubs relégués de Division 1 Amateur depuis la saison précédente.                    |

### Classement final Division 2 Amateur VFV - Série A
- Champion d'automne: K. FC Mandel United

| Rang | Équipe                    | Pts | J  | G  | N  | P  | Bp | Bc | Diff |
| ---- | ------------------------- | --- | -- | -- | -- | -- | -- | -- | ---- |
| 1    | K. ST-ELOOIS-WINKEL SPORT | 69  | 30 | 22 | 3  | 5  | 30 | 24 | +6   |
| 2    | K. FC Mandel United       | 60  | 30 | 19 | 3  | 8  | 58 | 30 | +28  |
| 3    | K. FC Sparta Petegem      | 49  | 30 | 13 | 10 | 7  | 55 | 44 | +11  |
| 4    | K. RC Gent                | 48  | 30 | 14 | 6  | 10 | 56 | 39 | +17  |
| 5    | K. Olympia SC Wijgmaal    | 47  | 30 | 13 | 8  | 9  | 52 | 46 | +6   |
| 6    | K. SK Ronse               | 43  | 30 | 12 | 7  | 11 | 41 | 35 | +6   |
| 7    | K. SC Menen               | 42  | 30 | 12 | 6  | 12 | 51 | 56 | -5   |
| 8    | K. Londerzeel SK          | 40  | 30 | 11 | 7  | 12 | 37 | 35 | +2   |
| 9    | K. Diegem Sport           | 39  | 30 | 11 | 6  | 13 | 37 | 51 | -14  |
| 10   | K. VK Westhoek            | 37  | 30 | 12 | 1  | 17 | 48 | 56 | -8   |
| 11   | K. RC Harelbeke           | 35  | 30 | 9  | 8  | 13 | 37 | 38 | -1   |
| 12   | FC Gullegem               | 35  | 30 | 9  | 8  | 13 | 40 | 52 | -12  |
| 13   | SC Dikkelvenne            | 36  | 30 | 10 | 6  | 14 | 28 | 42 | -14  |
| 14   | K. FC Eppegem             | 34  | 30 | 10 | 4  | 16 | 36 | 66 | -30  |
| 15   | Tempo Overijse MT         | 29  | 30 | 8  | 5  | 17 | 36 | 50 | -14  |
| 16   | K. OLSA Brakel            | 28  | 30 | 6  | 10 | 14 | 39 | 46 | -7   |

- K. FC Mandel United-K. RC Harelbeke, de la 17e journée, a été avancé au 22 décembre 2018.

#### Résultats des matchs de la série VFV A
| Résultats (▼dom., ►ext.)                                   | BRA | DIE | DIK | EPP | GEN | GUL | RCH | LON | MAN | MEN | OVE | PET | RON | SEW | WES | WIJ |
| K. OLSA Brakel                                             |     | 0-1 | 1-2 | 1-0 | 2-2 | 1-1 | 2-1 | 0-2 | 1-2 | 1-1 | 3-0 | 2-2 | 0-3 | 1-2 | 2-4 | 1-1 |
| K. Diegem Sport                                            | 3-1 |     | 0-1 | 3-1 | 1-0 | 1-2 | 2-1 | 1-0 | 1-0 | 5-0 | 1-3 | 0-2 | 1-5 | 0-4 | 2-1 | 2-2 |
| SC Dikkekvenne                                             | 1-3 | 0-2 |     | 0-1 | 1-2 | 0-0 | 1-0 | 3-0 | 0-0 | 1-1 | 0-2 | 2-2 | 0-0 | 0-1 | 1-4 | 2-1 |
| K. FC Eppegem                                              | 2-1 | 3-0 | 2-0 |     | 1-0 | 3-2 | 2-0 | 2-2 | 1-2 | 1-5 | 3-0 | 1-1 | 0-5 | 0-1 | 0-2 | 2-2 |
| R. RC Gent-Zeehaven                                        | 1-1 | 2-0 | 6-2 | 4-0 |     | 0-0 | 1-1 | 0-2 | 3-2 | 1-1 | 1-0 | 2-3 | 2-1 | 2-1 | 4-0 | 0-2 |
| FC Gullegem                                                | 0-2 | 2-2 | 0-2 | 2-2 | 0-4 |     | 1-2 | 2-1 | 2-1 | 1-2 | 3-0 | 2-1 | 2-2 | 1-2 | 2-3 | 3-3 |
| RC Harelbeke                                               | 2-2 | 2-1 | 0-1 | 6-1 | 1-0 | 1-1 |     | 0-3 | 2-4 | 3-0 | 3-1 | 0-0 | 0-1 | 0-0 | 4-1 | 1-1 |
| K. Londerzeel SK                                           | 1-0 | 1-1 | 0-0 | 1-0 | 1-2 | 1-4 | 1-2 |     | 0-1 | 4-0 | 1-0 | 2-1 | 0-0 | 0-1 | 1-1 | 0-3 |
| K. FC Mandel United                                        | 2-2 | 5-1 | 2-1 | 4-0 | 1-1 | 5-0 | 1-0 | 1-0 |     | 3-0 | 1-0 | 5-0 | 3-2 | 0-1 | 1-0 | 1-0 |
| K. SC Menen                                                | 1-1 | 4-1 | 3-2 | 4-0 | 3-1 | 3-4 | 1-3 | 2-3 | 3-2 |     | 2-2 | 1-1 | 3-1 | 0-2 | 2-0 | 3-0 |
| Tempo Overijse                                             | 1-1 | 1-1 | 1-2 | 4-0 | 0-2 | 1-0 | 0-0 | 2-3 | 0-2 | 0-1 |     | 0-2 | 2-2 | 3-1 | 1-3 | 2-0 |
| K. FC Sparta Petegem                                       | 2-1 | 2-0 | 2-0 | 6-0 | 1-5 | 4-0 | 1-1 | 2-2 | 4-2 | 3-1 | 2-1 |     | 0-1 | 2-2 | 3-2 | 3-3 |
| K. SK Ronse                                                | 2-1 | 1-1 | 0-1 | 0-1 | 2-0 | 1-0 | 1-0 | 0-3 | 0-1 | 2-0 | 1-1 | 0-0 |     | 1-2 | 1-3 | 1-0 |
| K. St-Eloois-Winkel Sp.                                    | 2-0 | 0-2 | 5-0 | 2-4 | 6-0 | 2-1 | 3-0 | 1-0 | 2-1 | 1-3 | 5-0 | 2-1 | 1-1 |     | 2-0 | 3-1 |
| K. VK Westhoek                                             | 0-3 | 4-0 | 0-2 | 3-2 | 1-7 | 0-1 | 2-0 | 2-1 | 1-2 | 5-0 | 0-3 | 0-2 | 1-2 | 0-1 |     | 3-0 |
| K. Olympia SC Wijgmaal                                     | 3-2 | 1-1 | 1-0 | 3-1 | 2-1 | 0-1 | 2-1 | 1-1 | 2-1 | 2-1 | 4-3 | 4-0 | 4-2 | 0-2 | 4-2 |     |
| - Victoire à domicile - Match nul - Victoire à l'extérieur |     |     |     |     |     |     |     |     |     |     |     |     |     |     |     |     |

### Classement final Division 2 Amateur VFV - Série B
- Champion d'automne: K. Sporting Hasselt

| Rang | Équipe                  | Pts | J  | G  | N  | P  | Bp | Bc | Diff |
| ---- | ----------------------- | --- | -- | -- | -- | -- | -- | -- | ---- |
| 1    | K. PATRO EISDEN M.      | 66  | 30 | 19 | 9  | 2  | 59 | 26 | +33  |
| 2    | K. Sporting Hasselt     | 60  | 30 | 18 | 6  | 6  | 53 | 29 | +24  |
| 3    | K. SV Temse             | 51  | 30 | 15 | 6  | 9  | 60 | 48 | +12  |
| 4    | K. Bocholter VV         | 49  | 30 | 15 | 4  | 11 | 54 | 38 | +16  |
| 5    | K. Berchem Sport        | 43  | 30 | 11 | 7  | 11 | 54 | 49 | +5   |
| 6    | RC Hades Kiewit Hasselt | 43  | 30 | 10 | 13 | 7  | 50 | 40 | +10  |
| 7    | R. Cappellen FC         | 41  | 30 | 11 | 8  | 11 | 41 | 41 | 0    |
| 8    | K. FC Duffel            | 41  | 30 | 10 | 11 | 9  | 47 | 40 | +7   |
| 9    | SK St-Niklaas           | 40  | 30 | 10 | 10 | 10 | 48 | 47 | +1   |
| 10   | K. VV Vosselaar         | 38  | 30 | 10 | 8  | 12 | 45 | 59 | -14  |
| 11   | Hoogstraten VV          | 37  | 30 | 9  | 10 | 11 | 30 | 33 | -3   |
| 12   | K. FC Vigor W. Hamme    | 36  | 30 | 10 | 6  | 14 | 44 | 48 | -4   |
| 13   | Spouwen-Mopertingen     | 35  | 30 | 9  | 8  | 13 | 48 | 56 | -8   |
| 14   | K. SC City Pirates Ant. | 34  | 30 | 9  | 7  | 14 | 36 | 42 | -6   |
| 15   | K. FC Turnhout          | 28  | 30 | 7  | 8  | 15 | 38 | 58 | -20  |
| 16   | K. FC Heur-Tongeren     | 14  | 30 | 3  | 5  | 22 | 30 | 82 | -52  |

- K. SC City Pirates-Hoogstraten VV de la 17e journée a été avancé au 22 décembre 2018.
- Trois rencontres de la 23e journée ont été remises au  21 avril 2019.

#### Résultats des matchs de la série VFV B
| Résultats (▼dom., ►ext.)                                   | CPA | BER | BOC | CAP | DUF | EIS | VWH | HAD | SPH | HOO | NIK | SPO | TEM | HTO | TUR | VOS |
| K. SC City Pirates Antw.                                   |     | 3-2 | 1-2 | 1-1 | 0-0 | 0-1 | 2-1 | 0-3 | 0-1 | 1-2 | 1-1 | 2-2 | 1-3 | 2-1 | 2-2 | 5-0 |
| K. Berchem Sport                                           | 1-1 |     | 2-1 | 2-2 | 0-2 | 1-3 | 4-4 | 0-2 | 0-1 | 3-1 | 0-0 | 1-1 | 1-2 | 3-1 | 2-0 | 5-0 |
| K. Bocholter VV                                            | 2-1 | 3-1 |     | 3-2 | 4-0 | 1-0 | 1-2 | 1-1 | 1-2 | 0-1 | 2-1 | 1-2 | 2-1 | 4-1 | 2-0 | 2-2 |
| R. Cappellen FC                                            | 0-2 | 0-2 | 2-1 |     | 1-3 | 0-3 | 2-1 | 0-0 | 2-0 | 1-0 | 2-1 | 0-0 | 1-3 | 2-3 | 1-0 | 0-2 |
| K. FC Duffel                                               | 0-1 | 5-0 | 0-0 | 1-1 |     | 1-2 | 2-0 | 3-2 | 4-3 | 0-0 | 1-1 | 1-2 | 3-3 | 3-0 | 6-0 | 2-2 |
| K. Patro Eisden Maasmech.                                  | 4-0 | 2-1 | 2-1 | 4-1 | 1-1 |     | 1-0 | 1-0 | 3-3 | 3-1 | 5-1 | 3-2 | 3-1 | 2-2 | 1-1 | 1-0 |
| K. FC Vigor W. Hamme                                       | 1-0 | 0-1 | 0-6 | 0-1 | 3-0 | 1-1 |     | 1-2 | 0-4 | 3-1 | 1-4 | 4-2 | 0-2 | 2-2 | 0-1 | 5-1 |
| RC Hades Kiewit Hasselt                                    | 1-2 | 1-0 | 4-1 | 0-0 | 2-2 | 1-1 | 1-3 |     | 2-2 | 2-0 | 1-1 | 3-1 | 2-2 | 3-3 | 2-0 | 2-0 |
| K. Sporting Hasselt                                        | 2-0 | 1-3 | 3-0 | 2-0 | 2-0 | 1-1 | 1-0 | 4-2 |     | 0-1 | 0-0 | 1-1 | 4-1 | 1-0 | 2-1 | 3-0 |
| Hoogstraten VV                                             | 1-0 | 1-2 | 2-1 | 1-0 | 0-1 | 0-0 | 0-0 | 0-0 | 0-2 |     | 2-2 | 1-2 | 1-3 | 2-0 | 1-1 | 1-2 |
| SK St-Niklaas                                              | 1-0 | 5-3 | 0-0 | 2-5 | 1-1 | 0-2 | 1-3 | 3-2 | 4-0 | 1-1 |     | 3-4 | 2-1 | 2-1 | 0-0 | 2-1 |
| Spouwen-Mopertingen                                        | 0-2 | 2-3 | 0-4 | 0-2 | 0-2 | 1-1 | 2-0 | 3-3 | 0-2 | 1-1 | 2-1 |     | 1-2 | 1-1 | 3-0 | 4-1 |
| K.SV Temse                                                 | 2-3 | 1-1 | 0-1 | 1-4 | 3-1 | 1-0 | 1-1 | 1-1 | 1-1 | 0-3 | 4-1 | 3-1 |     | 2-1 | 5-3 | 0-1 |
| K. FC Heur-Tongeren                                        | 2-1 | 0-4 | 0-4 | 0-5 | 3-0 | 2-4 | 0-3 | 0-2 | 0-3 | 0-3 | 0-5 | 0-6 | 2-3 |     | 2-4 | 1-1 |
| FC Turnhout                                                | 2-0 | 3-3 | 4-1 | 2-2 | 2-1 | 0-1 | 0-3 | 1-1 | 0-2 | 1-1 | 0-1 | 6-1 | 2-3 | 1-0 |     | 1-4 |
| K. VV Vosselaar                                            | 1-1 | 1-3 | 1-2 | 1-1 | 1-1 | 1-3 | 2-2 | 4-2 | 2-0 | 1-1 | 2-1 | 2-1 | 0-5 | 4-2 | 5-0 |     |
| - Victoire à domicile - Match nul - Victoire à l'extérieur |     |     |     |     |     |     |     |     |     |     |     |     |     |     |     |     |

### Licences 2019-2020
En date du 10 avril 2019, la "Commission des Licences" de l'URBSFA a rendu ses premières décisions concernant l'octroi des licences nécessaires en vue de jouer dans la division supérieure lors de la saison suivante.
Au total 16 des 64 clubs ont rentrés une demande de licence pour être autorisés à évoluer en D1 Amateur la saison suivante. Douze reçoivent le "sésame" voulu, deux sont recalés alors que deux cercles ont retiré leur requête.

#### VFV vers D1 Amateur
Sur l'ensemble des deux séries néerlandophones (ci-dessus), dix demandes de licences sont rentrées (5 par série).
Dans la série A, les cinq requêtes sont acceptées: St-E-Winkel, FC Mandel United, Olympia Wijgmaal, RC Gent et SK Ronse. Le champion est assuré de monter, les quatre autres au tour final.
Par contre dans la poule B seules deux entités obtiennent gain de cause: Sporting Hasselt et Bocholt ; pour un refus (Patro Eisden) et deux retraits (Cappellen et RC Hadès). Wijgmaal. En raison de la situation au classement général, et dans l'attente d'un éventuel appel du Patro Eisden, Hasselt est assuré de monter. Quoiqu'il advienne, Bocholt prend part au tour final.

#### ACFF vers D1 Amateur
Dans la série francophone (ci-dessous), six cercles ont introduit une demande de licence. Si celle du FC Tilleur a été refusée et les cinq autres sont accordées.
L'Union Royale La Louvière Centre, championne, est autorisée à monter en D1 Amateur. L'URSL Visé, les Francs Borains et la RAAL La Louvière sont assurés de participer au tour final. Ils sont accompagnés d'un quatrième candidat. Tilleur joue le tour final car il obtient gain de cause en appel auprès de la CBAS, le 25 avril 2019.

### Classement final Division 2 Amateur ACFF
- Champion d'automne: UR La Louvière Centre

| Rang | Équipe                 | Pts | J  | G  | N  | P  | Bp | Bc | Diff |
| ---- | ---------------------- | --- | -- | -- | -- | -- | -- | -- | ---- |
| 1    | UR LA LOUVIÈRE CENTRE  | 77  | 30 | 24 | 5  | 1  | 83 | 19 | +64  |
| 2    | URS Lixhe Visé         | 61  | 30 | 19 | 4  | 7  | 68 | 36 | +32  |
| 3    | R. RC Hamoir           | 59  | 30 | 17 | 8  | 5  | 56 | 34 | +22  |
| 4    | Francs Borains         | 52  | 30 | 15 | 7  | 8  | 59 | 42 | +17  |
| 5    | R. US Rebecquoise      | 51  | 30 | 15 | 6  | 9  | 60 | 44 | +16  |
| 6    | FC Tilleur             | 47  | 30 | 14 | 6  | 11 | 54 | 45 | +9   |
| 7    | RAAL La Louvière       | 46  | 30 | 12 | 10 | 8  | 42 | 30 | +12  |
| 8    | R. Ent. Durbuy         | 39  | 30 | 12 | 3  | 15 | 37 | 50 | -13  |
| 9    | R. FC Meux             | 39  | 30 | 9  | 12 | 9  | 51 | 51 | 0    |
| 10   | R. ES Couvin-Mariemb.  | 38  | 30 | 10 | 8  | 12 | 50 | 51 | -1   |
| 11   | R. Stade Waremmien FC  | 35  | 30 | 10 | 5  | 15 | 46 | 53 | -7   |
| 12   | Solières Sports        | 31  | 30 | 8  | 7  | 15 | 38 | 56 | -18  |
| 13   | R. Ent. Acren Lessines | 29  | 30 | 6  | 11 | 13 | 42 | 53 | -11  |
| 14   | R. Wallonia Walhain    | 28  | 30 | 7  | 7  | 16 | 33 | 52 | -19  |
| 15   | R. Olympic CC          | 24  | 30 | 5  | 9  | 16 | 32 | 61 | -29  |
| 16   | R. UW Ciney            | 9   | 30 | 2  | 3  | 25 | 22 | 96 | -74  |

#### Résultats des matchs de la série ACFF
| Résultats (▼dom., ►ext.)                                   | ACR | BOR | OLY | CIN | COU | DUR | HAM | URL | RAA | MEU | REB | SOL | TIL | VIS | WAL | STW |
| Entente Acren Lessines                                     |     | 2-2 | 3-0 | 4-0 | 1-1 | 0-2 | 1-3 | 0-2 | 2-0 | 0-0 | 0-6 | 3-0 | 1-2 | 1-2 | 0-0 | 1-3 |
| Francs Borains                                             | 2-2 |     | 3-2 | 5-1 | 0-2 | 5-0 | 1-1 | 1-1 | 1-0 | 5-3 | 1-4 | 0-1 | 2-0 | 1-2 | 3-1 | 2-1 |
| R. Olympic CC                                              | 1-1 | 2-1 |     | 1-1 | 2-4 | 0-2 | 2-2 | 1-4 | 1-1 | 0-0 | 0-2 | 3-1 | 1-2 | 1-0 | 2-4 | 1-3 |
| R. UW Ciney                                                | 4-2 | 0-2 | 1-1 |     | 1-4 | 1-4 | 1-3 | 0-3 | 0-2 | 2-6 | 2-0 | 1-2 | 0-1 | 0-2 | 0-2 | 1-1 |
| R. ES Couvin-Mariembourg                                   | 4-2 | 2-5 | 1-2 | 4-1 |     | 0-1 | 3-0 | 0-3 | 1-1 | 2-1 | 1-3 | 0-0 | 4-0 | 5-2 | 0-0 | 2-3 |
| R. Entente Durbuy                                          | 2-4 | 2-1 | 2-0 | 3-1 | 0-1 |     | 1-1 | 0-4 | 2-1 | 2-2 | 1-0 | 1-0 | 1-2 | 1-3 | 1-0 | 2-0 |
| R. RC Hamoir                                               | 2-0 | 1-2 | 4-1 | 5-0 | 2-1 | 5-1 |     | 3-4 | 0-0 | 1-0 | 1-0 | 1-1 | 2-0 | 2-1 | 1-1 | 2-0 |
| UR La Louvière Centre                                      | 1-0 | 1-1 | 6-0 | 9-1 | 5-1 | 1-0 | 3-0 |     | 1-0 | 1-1 | 2-0 | 3-1 | 2-2 | 1-0 | 7-0 | 5-1 |
| RAAL La Louvière                                           | 0-0 | 0-2 | 1-0 | 7-0 | 1-1 | 2-1 | 2-2 | 0-1 |     | 1-1 | 3-1 | 2-1 | 2-0 | 4-0 | 0-0 | 0-4 |
| R. FC Meux                                                 | 2-2 | 2-3 | 2-1 | 3-1 | 3-2 | 4-3 | 0-1 | 2-5 | 1-2 |     | 0-0 | 3-2 | 0-1 | 2-3 | 0-0 | 2-2 |
| R. US Rebecquoise                                          | 1-1 | 2-1 | 1-1 | 4-1 | 3-1 | 2-1 | 1-1 | 1-2 | 3-1 | 2-2 |     | 5-1 | 3-2 | 3-1 | 2-1 | 3-1 |
| Solières Sport                                             | 2-2 | 0-2 | 2-0 | 3-0 | 2-2 | 0-0 | 0-4 | 0-1 | 0-0 | 2-2 | 4-1 |     | 2-1 | 2-5 | 1-0 | 0-2 |
| FC Tilleur                                                 | 4-1 | 1-1 | 1-1 | 6-0 | 4-1 | 1-0 | 0-1 | 2-2 | 1-4 | 2-3 | 5-1 | 3-2 |     | 1-1 | 5-0 | 3-1 |
| URS Lixhe Visé                                             | 1-0 | 4-0 | 4-1 | 6-0 | 1-0 | 5-1 | 5-0 | 0-1 | 2-2 | 2-2 | 3-2 | 2-1 | 1-2 |     | 3-2 | 2-0 |
| R. Wallonia Walhain CG                                     | 2-4 | 2-2 | 1-3 | 2-1 | 0-0 | 3-0 | 2-3 | 1-0 | 0-1 | 1-2 | 1-2 | 0-3 | 3-0 | 0-3 |     | 1-2 |
| R. Stade Waremmien FC                                      | 2-2 | 0-2 | 1-1 | 2-0 | 2-3 | 1-0 | 0-2 | 0-2 | 1-2 | 0-3 | 2-2 | 7-2 | 2-0 | 1-2 | 1-3 |     |
| - Victoire à domicile - Match nul - Victoire à l'extérieur |     |     |     |     |     |     |     |     |     |     |     |     |     |     |     |     |

## Attribution du titre VFV
Le match pour le titre est programmé, en une seule manche, le dimanche 12 mai 2019, sur le terrain du FC Gullegem.
| Dates      | Type  | Équipe 1                     | Équipe 2                  | 90' | Prol. | T-a-B |
| 12/05/2019 | aller | K. VC St-Eloois-Winkel Sport | Patro Eisden Maasmechelen | 4-1 |       |       |

## Qualification Tour final D1 Amateur
À la fin de la phase classique, trois places sont ouvertes pour le "Tour final D1 Amateur", au terme duquel une place est attribuée en D1 Amateur.
Ces trois places sont réparties en deux clubs VFV et un club ACFF.

### Condition de participation
Pour pouvoir prendre part au Tour final D1 Amateur, un club doit
- soit être en ordre de licence.
- soit que cette licence ne lui pas encore été refusée "par une décision coulée en force de chose jugée" (exemple par la CBAS)[12].

### Qualification VFV
Théoriquement, huit équipes entrent en ligne de compte pour ces qualifications. Il s'agit du deuxième classé de chaque série VFV et des trois vainqueurs de période de chaque série VFV. Comme par le passé, si une ou plusieurs périodes ont été remportées par le club champion et/ou par le même club, ; les places ouvertes sont attribuées au cercle le mieux classé selon l'ordre du classement final (à partir de la 3e place)

#### Participants VFV
Au terme de la phase classique, six clubs répondent aux conditions d'accès à ce tour final:
- Série A: FC Mandel United, K. Olympia SC Wijgmaal, K. RC Gent, K. SK Ronse.
- Série B: K. Sporting Hasselt, K. Bocholter VV.

En raison du nombre particulier de participants (6 au lieu de 8), la VFV adapte la procédure. La participation d'Hasselt est initialement liée à l'incertitude concernant le Patro Eisden. Le club champion de la "Série B" obtient finalement gain de cause devant la CBAS, le 10/05/2019. Cela confirme la participation d'Hasselt au tour final.

#### Résultats VFV
Le tirage au sort est effectué le lundi 6 mai 2019.
|                                        |                        |                        | Score | Prol | TaB |
| Premier tour - le samedi 11/05/2019    |                        |                        |       |      |     |
| 1                                      | K. FC Mandel United    | K. SK Ronse            | 0-0   | 0-0  | 2-4 |
| Premier tour - le dimanche 12/05/2019  |                        |                        |       |      |     |
| 2                                      | K. Bocholter VV        | K. Sporting Hasselt    | 3-1   |      |     |
| 3                                      | K. RC Gent             |                        | bye   |      |     |
| 4                                      | K. Olympia SC Wijgmaal |                        | bye   |      |     |
| Deuxième tour - le mercredi 15/05/2019 |                        |                        |       |      |     |
| 5                                      | K. RC Gent             | K. SK Ronse            | 1-1   | 1-2  |     |
| 6                                      | K. Bocholter VV        | K. Olympia SC Wijgmaal | 0-3   |      |     |

- Le K. SK Ronse et le K. Olympia SC Wijgmaal sont qualifiés pour le "Tour final D1 Amateur".

### Qualification ACFF
Théoriquement, quatre équipes entrent en ligne de compte pour ces qualifications. Il s'agit du deuxième classé et des trois vainqueurs de période. Comme par le passé, si une ou plusieurs périodes ont été remportées par le club champion et/ou par le même club, ; les places ouvertes sont attribuées au cercle le mieux classé selon l'ordre du classement final (à partir de la 3e place)

#### Participants ACFF
Au terme de la phase classique, quatre clubs répondent aux conditions d'accès. C'est la première fois depuis la réforme et la création de la nouvelle formule que le nombre prévu de quatre participants est atteint. Autre particularité notable, les quatre qualifiés pour le tour final sont les quatre montants directs, champions de D3 Amateur la saison précédente.
- URSL Visé,
- R. Francs Borains,
- FC Tilleur,
- RAAL La Louvière.

#### Résultats ACFF
Le tirage au sort est effectué le lundi 29 avril 2019 au siège de l'ACFF à Namur (Cognelée).
|                               |                   |                  | Score | Prol | TaB |
| Premier tour - le 05/05/2019  |                   |                  |       |      |     |
| 1                             | R. Francs Borains | RAAL La Louvière | 1-1   | 3-1  |     |
| 2                             | FC Tilleur        | URS Lixhe Visé   | 1-7   |      |     |
| Deuxième tour - le 12/05/2019 |                   |                  |       |      |     |
| 3                             | R. Francs Borains | URS Lixhe Visé   | 1-2   |      |     |

- L'URS Lixhe Visé est qualifiée pour le "Tour final D1 Amateur".

## Tour final Descente VFV
Ce tour final oppose les deux 14e classés de chaque série VFV. Cette saison, les trois descendants directs de D1 Amateur et le "barragiste" de cette même série sont des clubs "VFV". Le perdant du "tour final descente" est donc relégué.
- Participants:
  - Série A: K. FC Eppegem
  - Série B: K. SC City Pirates

|                                         |                    |             | Score | Prol | TaB |
| Premier tour - le dimanche 12 mai 2019. |                    |             |       |      |     |
| 12/05/2019                              | K. SC City Pirates | KFC Eppegem | 0-2   |      |     |

- Le perdant, K. SC City Pirates est relégué en D3 amateur VFV.
- Eppegem est "en sursis" jusqu'au dimanche 2 juin 2019. Ce jour-là, l'URSL Visé, cercle ACFF, remporte le tour final de D1/D2 et monte en D1 Amateur et renvoie Eppegem en D3 Amateur.

## Tour final de D3 Amateur
Plusieurs formations disputent un tour final pour espérer être promus avec les quatre champions de D3 Amateur. Il s'agit, tant pour la VFV que pour l'ACFF, des équipes classées 2e de leur série et des différents vainqueurs de périodes. En cas de cumul (champion et/ou vainqueurs de périodes), le classement général est déterminant.

### Montants directs VFV
- K. FC Merelbeke
- K. VK Tienen

### Montants directs ACFF
- UR Namur F-l-V
- R. RC Stockay-Warfusée

### VFV

#### Participants VFV
Huit clubs se disputent deux places en D2 Amateur VFV.
- Série VFV-A: SK Pepingen-Halle, R. FC Wetteren, K. VC Wingene, K. SK Voorwaarts Zwevezele.
- Série VFV-B: K. AC Betekom, K. VC Houtvenne, K. Lyra-Lierse Berlaar, K. FC St-Lenaarts.

#### Résultats VFV
Les rencontres se jouent en une seule manche sur le terrain de la première équipe tirée. Le tirage au sort est effectué le lundi 6 mai 2019 dans les locaux de la VFV à Bruxelles.
|                                           |                            |                        | Score | Prol | TaB |
| Premier tour - le dimanche 12/05/2019     |                            |                        |       |      |     |
| 1                                         | SK Pepingen-Halle          | R. FC Wetteren         | 0-0   | 0-0  | 3-0 |
| 2                                         | K. SK Voorwaarts Zwevezele | K. FC StLenaarts       | 3-0   |      |     |
| 3                                         | K. Lyra-Lierse Berlaar     | K. AC Betekom          | 1-0   |      |     |
| 4                                         | K. VC Houtvenne            | K. VC Wingene          | 1-0   |      |     |
| Finales – le dimanche 19/05/2019          |                            |                        |       |      |     |
| 5                                         | SK Pepingen-Halle          | K. VC Houtvenne        | 3-1   |      |     |
| 6                                         | K. SK Voorwaarts Zwevezele | K. Lyra-Lierse Berlaar | 2-0   |      |     |
| Repêchage éventuel – le samedi 25/05/2019 |                            |                        |       |      |     |
| 7                                         | K. Lyra-Lierse Berlaar     | K. VC Houtvenne        | 1-2   |      |     |

- SK Pepingen-Halle et K. SK Voorwaarts Zwevezele montent en D2 Amateur VFV.
  - NOTE: Pas de Tirs au but à l'issue de la prolongation éventuelle des matchs no 5 et no 6, mais replay sur le terrain de l'équipe qui s'est déplacée.
- Cette saison le repêchage no 7 ne donne pas de place montante vers la D2 Amateur, sauf élément extérieur avant la reprise des compétitions à l'été 2019 (fusion tardive, arrêt d'activités,...).

### ACFF

#### Participants ACFF
Huit clubs se disputent deux places en D2 Amateur ACFF. Le cas de figure est le premier du genre depuis la mise en place de la réforme. Aucun cercle "ACFF" n'est relégué direct ou "barragiste" en D1 Amateur.
- Série ACFF-A: RJ Aischoise, R. CS Brainois, R. Léopold FC, R. FC Tournai.
- Série ACFF-B: R. US Givry, R. CS Onhaye, FC Richelle United, R. CS Verlaine.

#### Résultats ACFF
Les rencontres se jouent en une seule manche sur le terrain de la première équipe tirée. Le tirage au sort est effectué le lundi 29 avril 2019 dans les locaux de l'ACFF.
|                                        |                    |                | Score | Prol | TaB                  |
| Premier tour - le dimanche 05/05/2019  |                    |                |       |      |                      |
| 1                                      | R. CS Verlaine     | R. CS Brainois | 2-1   |      |                      |
| 2                                      | R. Léopold FC      | R. CS Onhaye   | 1-3   |      | joué le samedi 04/05 |
| 3                                      | FC Richelle United | R. FC Tournai  | 2-1   |      | annulé               |
| 4                                      | R. US Givry        | RJ Aischoise   | 5-1   |      |                      |
| Premier tour - le dimanche 12/05/2019  |                    |                |       |      |                      |
| 3                                      | FC Richelle United | R. FC Tournai  | 1-3   |      |                      |
| Deuxième tour - le dimanche 12/05/2019 |                    |                |       |      |                      |
| 6                                      | R. US Givry        | R. CS Verlaine | 1-2   |      |                      |
| Deuxième tour - le samedi 18/05/2019   |                    |                |       |      |                      |
| 5                                      | R. FC Tournai      | R. CS Onhaye   | 0-2   |      |                      |
| Repêchage - le dimanche 26/05/2019     |                    |                |       |      |                      |
| 7                                      | R. US Givry        | R. FC Tournai  | 3-1   |      |                      |

NOTE: Le match no 3 est rejoué à la suite d'une plainte déposée par le R. FC Tournai. À la suite d'une sérieuse blessure encourue par Benoît Simon, un joueur de Richelle, la rencontre est arrêtée pendant plus de quarante minutes. Temps nécessaire pour l'arrivée des secours, leur intervention et l'évacuation de l'infortuné. Mené 0-1, Richelle égalise sur le penalty accordé lors du contact ayant provoqué la sérieuse lésion. Le mercredi 8 mai 2019, le R. FC Tournai voit la "Commission d'arbitrage" considérer sa plainte "recevable et fondée". Deux jours plus tard, le "Comite sportif" ordonne que match soit rejoué. Le FC Richelle United déclare aller "en évocation", démarche non suspensive. La partie est replanifiée le 12 mai 2019. Assez nerveuse, la rencontre est terminée avec huit joueurs par l'équipe liégeoise !
- Le R. CS Verlaine et le R. CS Onhaye sont promus en D2 Amateur ACFF.
- Le gagnant du repêchage no 7 monte également sur le vainqueur du "Tour final D1 Amateur" est un cercle "ACFF".

## Résumé de la saison
- Champion série VFV A: K. VC St-Eloois-Winkel Sport 1er titre en Division 2 Amateur - 1er titre au 4e niveau
- Champion série VFV B: Patro Eisden Maasmechelen 1er titre en Division 2 Amateur - 3e titre au 4e niveau
- Champion série ACFF: Union Royale La Louvière Centre 1er titre en Division 2 Amateur - 3e titre au 4e niveau
- Deuxième titre de D2 Amateur - vingt-neuvième au 4e niveau - pour la province de Flandre occidentale
- Deuxième titre de D2 Amateur - Trentième au 4e niveau - pour la province de Limbourg
- Deuxième titre de D2 Amateur -Vingt-quatrième au 4e niveau - pour la province de Hainaut

| Région flamande (32)             | Région flamande (32) | Région wallonne (16)              | Région wallonne (16) |
| -------------------------------- | -------------------- | --------------------------------- | -------------------- |
| Province d'Anvers                | 7                    | Province de Hainaut               | 5                    |
| Province de Flandre-Occidentale  | 6                    | Province de Liège                 | 5                    |
| Province de Flandre-Orientale    | 8                    | Province de Luxembourg            | 1                    |
| Province de Limbourg             | 6                    | Province de Namur                 | 3                    |
| Province du Brabant flamand      | 5                    | Province du Brabant wallon        | 2                    |
| Région de Bruxelles-Capitale VFV | 0                    | Région de Bruxelles-Capitale ACFF | 0                    |

À partir de la saison 2017-2018, le Brabant est également scindé en ailes linguistiques. Les cercles de la Région de Bruxelles-Capitale doivent choisir leur appartenance entre VFV et ACFF. La grande majorité opte pour l'ACFF..

### Montée en D1 Amateur
- K. VC St-Eloois-Winkel Sport
- K. Sporting Hasselt (si le Patro Eisden reste privé de licence par la CBAS)
- Union Royale La Louvière Centre
- URSL Visé (via Tour final)

### Relégations en D3 Amateur

#### VFV
- K. OLSA Brakel
- K. FC Heur-Tongeren
- Tempo Overijse MT
- FC Turnhout

+
- K. SC City Pirates
- K. FC Eppegem

#### ACFF
- R. UW Ciney
- R. Olympic CC (descente théorique car fusion avec Royal Châtelet-Farciennes Sporting Club et matricule 246 conservé en D1 Amateur)
- R. Wallonia Walhain CG

## Débuts au4eniveauhiérarchique
Lors de cette saison 2018-2019, trois clubs fait ses débuts au 4e niveau de la hiérarchie du football belge.
- Koninklijke Football Club Eppegem 95e club brabançon différent à parvenir en séries nationales, 80e différent en D4.
- Koninklijke Football Club Heur-Tongeren 54e club limbourgeois différent à parvenir en séries nationales, 49e différent en D4.
- Union royale sportive Lixhe Visé 66e club liégeois différent à parvenir en séries nationales, 61e différent en D4.

### Débuts en D2 Amateur
Plusieurs clubs qui ont déjà joué au niveau 4 y apparaissent pour la première fois sous sa dénomination de "D2 Amateur":
- Koninklijke Diegem Sport
- Sporting Club Dikkelvenne
- Koninklijke Football Club Vigor Wuitens Hamme
- Koninklijke Patro Eisden Maasmechelen
- Koninklijke Sporting Hasselt
- RAAL La Louvière
- Football Club Tilleur
- Francs Borains